# 1980年モスクワオリンピックのオランダ選手団
1980年モスクワオリンピックのオランダ選手団（1980ねんモスクワオリンピックのオランダせんしゅだん）は、1980年7月19日から8月3日にかけてソビエト連邦の首都モスクワで開催された1980年モスクワオリンピックのオランダ選手団、およびその競技結果。今大会のオランダ選手団は、ソビエト連邦によるアフガニスタン侵攻への抗議として五輪旗を使用した。

## 概要
今大会は銀メダル1個、銅メダル2個の合計3個のメダルを獲得した。

## メダル
| メダル | 選手名                                                                                    | 競技 | 種目                   |
| ------ | ----------------------------------------------------------------------------------------- | ---- | ---------------------- |
| 銀     | ヘラルト・ネイブール                                                                      | 陸上 | 男子マラソン           |
| 銅     | コニー・ファンベントゥム ウィルマ・ファンフェルセン アンネリース・マース レジー・デヨング | 競泳 | 女子4×100m自由形リレー |
| 銅     | ヘンク・ヌマン                                                                            | 柔道 | 95kg級                 |